# Bash
Bash，Unix shell的一種，在1987年由布萊恩·福克斯為了GNU計劃而编写。1989年釋出第一個正式版本，原先是計劃用在GNU作業系統上，但能运行于大多数类Unix系统的操作系统之上，包括Linux與Mac OS X v10.4起至macOS Mojave都將它作為預設shell，而自macOS Catalina，預設Shell以zsh取代。
Bash是Bourne shell的後繼相容版本與開放原始碼版本，它的名稱來自Bourne shell（sh）的一个双关语（Bourne again / born again）：Bourne-Again SHell。
Bash是一个命令处理器，通常运行于文本窗口中，并能执行用户直接输入的命令。Bash还能从文件中读取命令，这样的文件称为脚本。和其他Unix shell 一样，它支持文件名替换（通配符匹配）、管道、here文档、命令替换、变量，以及条件判断和循环遍历的结构控制语句。包括关键字、语法在内的基本特性全部是从sh借鉴过来的。其他特性，例如历史命令，是从csh和ksh借鉴而来。总的来说，Bash虽然是一个满足POSIX规范的shell，但有很多扩展。
一个名为Shellshock的安全漏洞在2014年9月初被发现，并迅速导致互联网上的一系列攻击。这个漏洞可追溯到1989年发布的1.03版本。

## 历史
由于理查德·斯托曼对于之前一位开发者的进度不满，布莱恩·福克斯从1988年1月10日开始开发Bash。斯托曼和自由软件基金会希望到一个能够运行已有的shell脚本的自由软件。他们把这看作是建成一个基于BSD和GNU的完全自由的操作系统的战略的重要部分。这是他们自己注资的几个项目之一。福克斯作为自由软件基金会的雇员承担这项工作。1989年6月8日，福克斯发布Bash的beta版本，版本号为.99。在福克斯离开于1992年中期到1994年中期的某个时候离开自由软件基金会之前，他一直担任Bash的主要维护者。之后，他的工作被传递给另一个早期贡献者，切特·雷米（Chet Ramey）。
从那时起，在Linux用户当中sh在很大度上成为最流行的shell，并成为许多Linux发行版默认的交互式shell（不过Almquist shell可能是默认的脚本shell）。在苹果公司的 OS X 操作系统上也是如此。Bash 也被移植到 Microsoft Windows（通过Cygwin和MinGW）。通过DJGPP项目，Bash被移植到了DOS。通过许多终端模拟软件，Bash被移植到Novell NetWare和Android。微软在2016年的Build大会上宣布，Windows 10 添加一个Linux子系统，完全支持Bash和其他Ubuntu下的二进制程序。
2014年9月24日，Stephane Chazelas，一位工作于英国，致力于Unix/Linux和网络通信方面的专家，发现Bash的一个安全漏洞。这个漏洞被命名为Shellshock，并被分配编号 CVE-2014-6271、CVE-2014-6277、CVE-2014-7169。这个漏洞非常严重，因为使用Bash的CGI脚本会变得脆弱，使得攻击者可以执行任意的代码。这个漏洞与Bash通过环境变量把函数定义传递给shell子进程的方式有关。

## 语法与特性
bash的命令语法是Bourne shell命令语法的超集。数量庞大的Bourne shell脚本大多不经修改即可以在bash中执行，只有那些引用了Bourne特殊变量或使用了Bourne的内置命令的脚本才需要修改。bash的命令语法很多来自Korn shell（ksh）和C Shell（csh），例如命令行编辑，命令历史，目录栈，$RANDOM和$PPID变量，以及POSIX的命令置换语法：$(...)。作为一个交互式的shell，按下TAB键即可自动补全已部分输入的程序名，文件名，变量名等等。
使用'function'关键字时，Bash的函数声明与Bourne/Korn/POSIX脚本不兼容（Korn shell 有同样的问题）。不过Bash也接受Bourne/Korn/POSIX的函数声明语法。因为许多不同，Bash脚本很少能在Bourne或Korn解释器中运行，除非编写脚本时刻意保持兼容性。然而，随着Linux的普及，这种方式正变得越来越少。不过在POSIX模式下，Bash更加符合POSIX。
bash的语法针对Bourne shell的不足做了很多扩展。其中的一些列举在这里。

### 花括号扩展
花括号扩展是一个从C shell借鉴而来的特性，它产生一系列指定的字符串（按照原先从左到右的顺序）。这些字符串不需要是已经存在的文件。
```
$
 
echo
 
a
{
p,c,d,b
}
e
ape
 
ace
 
ade
 
abe
$
 
echo
 
{
a,b,c
}{
d,e,f
}

ad
 
ae
 
af
 
bd
 
be
 
bf
 
cd
 
ce
 
cf

```

花括号扩展不应该被用在可移植的shell脚本中，因为Bourne shell产生的结果不同。
```
#! /bin/sh

# 传统的shell并不产生相同结果

echo
 
a
{
p,c,d,b
}
e
 
# a{p,c,d,b}e

```

当花括号扩展和通配符一起使用时，花括号扩展首先被解析，然后正常解析通配符。因此，可以用这种方法获得当前目录的一系列JPEG和PNG文件。
```
ls
 
*.
{
jpg,jpeg,png
}
    
# 首先扩展为*.jpg *.jpeg *.png，然后解析通配符

echo
 
*.
{
png,jp
{
e,
}
g
}
   
# echo显示扩展结果；花括号扩展可以嵌套。

```

除了列举备选项，还可以用“..”在花括号扩展中指定字符或数字范围。较新的Bash版本接受一个整数作为第三个参数，指定增量。
```
$
 
echo
 
{
1
..10
}

1
 
2
 
3
 
4
 
5
 
6
 
7
 
8
 
9
 
10

$
 
echo
 
file
{
1
..4
}
.txt
file1.txt
 
file2.txt
 
file3.txt
 
file4.txt
$
 
echo
 
{
a..e
}

a
 
b
 
c
 
d
 
e
$
 
echo
 
{
1
..10..3
}

1
 
4
 
7
 
10

$
 
echo
 
{
a..j..3
}

a
 
d
 
g
 
j

```

当花括号扩展和变量扩展一起使用时，变量扩展解析于花括号扩展之后。有时有必要使用内置的eval函数
```
$
 
start
=
1
;
 
end
=
10

$
 
echo
 
{
$start
..
$end
}
  
# 由于解析顺序，无法得到想要的结果

{
1
..10
}

$
 
eval
 
echo
 
{
$start
..
$end
}
 
# 首先进行变量扩展的解析

1
 
2
 
3
 
4
 
5
 
6
 
7
 
8
 
9
 
10

```

### 使用整数
与Bourne shell不同的是bash不用另外生成进程即能进行整数运算。bash使用((...))命令和$[...]变量语法来达到这个目的：
```
 
VAR
=
55
             
# 将整数55赋值给变量VAR

 
((
VAR
 
=
 
VAR
 
+
 
1
))
  
# 变量VAR加1。注意这里没有'$'

 
((
++VAR
))
          
# 另一种方法给VAR加1。使用C语言风格的前缀自增

 
((
VAR++
))
          
# 另一种方法给VAR加1。使用C语言风格的后缀自增

 
echo
 
$((
VAR
 
*
 
22
))
 
# VAR乘以22并将结果送入命令

 
echo
 
$
[
VAR
 
*
 
22
]
   
# 同上，但为过时用法

```

((...))命令可以用于条件语句，因为它的退出状态是0或者非0（大多数情况下是1），可以用于是与非的条件判断：
```
 
if
((
VAR
 
==
 
Y
 
*
 
3
 
+
 
X
 
*
 
2
))

 
then

         
echo
 
Yes

 
fi

 
((
Z
 
>
 
23
))
 
&&
 
echo
 
Yes

```

((...))命令支持下列比较操作符：'==', '!=', '>', '<', '>='，和'<='。
bash不能在自身进程内进行浮点数运算。当前有这个能力的unix shell只有KornShell和Z shell。

### 输入输出重定向
bash拥有传统Bourne shell缺乏的I/O重定向语法。bash可以同时重定向标准输出和标准错误，这需要使用下面的语法：
```
 
command
 
&
>
 
file

```

这比等价的Bourne shell语法"command > file 2>&1"来的简单。2.05b版本以后，bash可以用下列语法重定向标准输入至字符串（称为here string）：
```
 
command
 
<<<
 
"string to be read as standard input"

```

如果字符串包括空格就需要用引号包裹字符串。
例子:
重定向标准输出至文件，写数据，关闭文件，重置标准输出。
```
 
# 生成标准输出（文件描述符1）的拷贝文件描述符6

 
exec
 
6
>
&
1

 
# 打开文件"test.data"以供写入

 
exec
 
1
>test.data

 
# 产生一些内容

 
echo
 
"data:data:data"

 
# 关闭文件"test.data"

 
exec
 
1
>
&
-

 
# 使标准输出指向FD 6（重置标准输出）

 
exec
 
1
>
&
6

 
# 关闭FD6

 
exec
 
6
>
&
-

```

打开及关闭文件
```
 
# 打开文件test.data以供读取

 
exec
 
6
<test.data

 
# 读文件直到文件尾

 
while
 
read
 
-u
 
6
 
dta

 
do

   
echo
 
"
$dta
"

 
done

 
# 关闭文件test.data

 
exec
 
6
<
&
-

```

抓取外部命令的输出
```
  
# 运行'find'并且将结果存于VAR

  
# 搜索以"h"结尾的文件名

  
VAR
=
$(
find
 
.
 
-name
 
"*h"
)

```

### 进程内的正则表达式
bash 3.0支持进程内的正则表达式，使用下面的语法：
```
 
[[
 
string
 
=
~
 
regex
 
]]

```

正则表达式语法同regex(7) man page所描述的一致。正则表达式匹配字符串时上述命令的退出状态为0，不匹配为1。正则表达式中用圆括号括起的子表达式可以访问shell变量BASH_REMATCH，如下：
```
 
if
 
[[
 
abcfoobarbletch
 
=
~
 
'foo(bar)bl(.*)'
 
]]

 
then

         
echo
 
The
 
regex
 
matches!

         
echo
 
$BASH_REMATCH
      
--
 
outputs:
 
foobarbletch

         
echo
 
${
BASH_REMATCH
[1]
}
 
--
 
outputs:
 
bar

         
echo
 
${
BASH_REMATCH
[2]
}
 
--
 
outputs:
 
etch

 
fi

```

使用这个语法的性能要比生成一个新的进程来运行grep命令优越，因为正则表达式匹配在bash进程内完成。如果正则表达式或者字符串包括空格或者shell 关键字，（诸如'*'或者'?'），就需要用引号包裹。Bash 4 开始的版本已经不需要这么做了。

### 转义字符
$'string' 形式的字符串会被特殊处理。字符串会被展开成string，并像C语言那样将反斜杠及紧跟的字符进行替换。反斜杠转义序列的转换方式如下：
| 转义字符 | 扩展成...                           |
| -------- | ----------------------------------- |
| \a       | 响铃符                              |
| \b       | 退格符                              |
| \e       | ANSI转义符，等价于\033              |
| \f       | 馈页符                              |
| \n       | 换行符                              |
| \r       | 回车符                              |
| \t       | 水平制表符                          |
| \v       | 垂直制表符                          |
| \\       | 反斜杠                              |
| \'       | 单引号                              |
| \nnn     | 十进制值为nnn的8-bit字符（1－3位）  |
| \xHH     | 十六进制值为HH的8-bit字符（1或2位） |
| \cx      | control-X字符                       |

扩展后的结果将被单引号包裹，就好像美元符号一直就不存在一样。
双引号包裹的字符串前若有一个美元符号（$"..."）将会使得字符串被翻译成符合当前locale的语言。如果当前locale是C或者POSIX，美元符号会被忽略。如果字符串被翻译并替换，替换后的字符串仍被双引号包裹。

### 关联数组
Bash 4.0 开始支持关联数组，通过类似AWK的方式，对于多维数组提供了伪支持。
```
$
 
declare
 
-A
 
a
         
# 声明一个名为a的伪二位数组

$
 
i
=
1
;
 
j
=
2

$
 
a
[
$i
,
$j
]=
5
           
# 将键 "$i,$j" 与值 5 对应

$
 
echo
 
${
a
[
$i
,
$j
]
}

```

### 移植性
调用Bash时指定 --posix 或者在脚本中声明 set -o posix ，可以使得Bash几乎遵循 POSIX 1003.2 标准。若要保证一个Bash脚本的移植性，至少需要考虑到 Bourne shell，即Bash取代的shell。Bash有一些传统的 Bourne shell 所没有的特性，包括以下这些：
- 某些扩展的调用选项
- 命令替换（即$()）（尽管这是 POSIX 1003.2 标准的一部分）
- 花括号扩展
- 某些数组操作、关联数组
- 扩展的双层方括号判断语句
- 某些字符串生成操作
- 进程替换
- 正则表达式匹配符
- Bash特有的内置工具
- 协进程

### 键盘快捷键
Bash默认使用Emacs的快捷键，可以通过 set -o vi 让它使用Vi的快捷键

### 进程管理
Bash有两种执行命令的模式：批处理模式、并发模式。

#### 批处理模式
要以 批处理模式 执行命令（即按照顺序），必须用;分隔，例子如下：
```
command1
 
;
 
command2

```

在这个例子中，当command1执行完毕，即执行command2。

#### 并发模式
使command1后台运行，则单独在结尾处使用&，例子如下：
```
command1
 
&

```

要并发执行两个命令，它们必须用&分隔，例子如下：
```
command1
 
&
 
command2

```

在这种情况下，command1 在后台执行（通过&），从而立即将控制返回到shell，以执行command2。
通过 Control+Z 可以将当前进程挂起（放置后台并暂停运行），可通过 fg 命令恢复至前台，也通过bg将挂起的进程后台运行。

#### 查看进程状态
所有进程的情况，我们可以通过jobs命令查看，包含正在后台运行和停止了的。
```
$
 
jobs

[
1
]
-
  
Running
                  
command1
 
&

[
2
]
+
  
Stopped
                  
command2

```

上例的输出结果中，中括号包围的数字（如： "[1]" 和 "[2]" ）为job的ID号。加号(+)用于指定fg和bg命令的默认对象job。减号( - )用于指定，若当前的默认对象job退出后，下一个默认对象job是谁。"Running" 和 "Stopped"  表示进程状态。 最后一个字段为命令。

总结：
- 一般命令在前台执行（fg），执行完毕后，控制返回给用户。
- 在命令后面加上&，它会在后台执行（bg），并将特殊的环境变量$!设置为该任务的进程ID。这时shell可以并发执行其他命令。
- 后台程序试图写入数据到终端设备时（与写入标准输出不同）可能被阻塞。
- shell可以等待一个后台任务执行完成，只需使用wait命令，加上进程ID或者任务序号；也可以等待所有的后台任务，只需使用不加参数的wait

## 启动脚本
bash启动的时候会运行各种不同的脚本。
当bash作为一个登录的交互shell被调用，或者作为非交互shell但带有--login参数被调用时，它首先读入并执行文件/etc/profile。然后它会依次寻找~/.bash_profile，~/.bash_login，和~/.profile，读入并执行第一个存在且可读的文件。--noprofile参数可以阻止bash启动时的这种行为。
当一个登录shell退出时，bash读取并执行~/.bash_logout文件，如果此文件存在。
当一个交互的非登录shell启动后，bash读取并执行~/.bashrc文件。这个行为可以用--norc参数阻止。--rcfile file参数强制bash读取并执行指定的file而不是默认的~/.bashrc。
如果用sh来调用bash，bash在启动后进入posix模式，它会尽可能模仿sh历史版本的启动行为，以便遵守POSIX标准。用sh名字调用的非交互shell不会去读取其他启动脚本，--rcfile参数无效。
当bash以POSIX模式启动时（例如带有--posix参数）它使用POSIX标准来读取启动文件。在此模式下，交互shells扩展变量ENV，从以此为文件名的文件中读取命令并执行。
bash会探测自己是不是被远程shell守护程序运行（通常是rshd）。如果是，它会读取并执行~/.bashrc中的命令。但是rshd一般不会用rc相关参数调用shell，也不会允许指定这些参数。

### Bash与Bourne shell和csh启动脚本的比较
Bash的特性是从Bourne shell和csh发展而来，因此一定程度上允许同Bourne shell的启动文件共享，并提供一些csh用户熟悉的启动特性。

#### 设置可继承的环境变量
Bourne shell登陆时使用 ~/.profile 来设置环境变量，这些环境变量可以被子进程继承。Bash可以以兼容的方式使用~/.profile ，只需在Bash自有的脚本中显式执行下面这行代码。通过在~/.profile 中避免使用Bash特有的语法，就可以和Bourne shell保持兼容性。
```
.
 
~/.profile

```

#### 别名和函数
更通用的函数以及借鉴自csh的“别名(alias)”很大程度上取代了Bourne shell的别名(alias)和函数。然而这两个特性一般不能从登录式shell中继承，在该登录式shell的子shell中，它们必须被重新定义。尽管有个环境变量ENV可以被用于这个问题，不过 csh 和 Bash 都可以用子shell的启动脚本直接处理。在Bash当中，~/.bashrc 是交互式子shell启动时执行的脚本。如果想要在登录式shell中使用 ~/.bashrc 定义的函数，可以在 ~/.bash_login 的环境变量后面加上这样一行：
```
.
 
~/.bashrc

```

#### 登录与登出时执行的命令
最初登录时，csh 执行 ~/.login ，可以执行一些只在登录时执行的操作，例如显示系统负载、硬盘状态、是否收到新邮件、在日志中记录登录时间，等等。Bourne shell 可以在 ~/.profile 文件中模拟这种行为，但并没有预先定义文件名。可以在 ~/.bash_profile 文件的环境变量设置和函数定义的后面添加这样一行：
```
.
 
~/.bash_login

```

与之类似，csh还有一个文件 ~/.logout ，这个文件只在登录式shell退出时执行。Bash与之对应的文件是 ~/.bash_logout ，并且不需要专门的设置。在 Bourne shell 中，trap 这个内置工具可以实现类似的效果。

#### 兼容旧环境的Bash启动脚本示例
下面这个 ~/.bash_profile 的框架与 Bourne shell 兼容，并且为 ~/.bashrc 和 ~/.bash_login 提供类似于 csh 的语义。[ -r 文件名] 测试指定文件是否存在，如果不存在，跳过 && 后面的部分
```
[
 
-r
 
~/.profile
 
]
 
&&
 
.
 
~/.profile
             
# 只使用Bourne shell的语法设置环境变量

if
 
[
 
-n
 
"
$PS1
"
 
]
 
;
 
then
                       
# 判断是否是交互式shell

   
[
 
-r
 
~/.bashrc
     
]
 
&&
 
.
 
~/.bashrc
        
# 加载~/.bashrc（tty、prompt、函数设置等）

   
[
 
-r
 
~/.bash_login
 
]
 
&&
 
.
 
~/.bash_login
    
# 执行登录式shell登录时的任务

fi
                                            
# if块的结束标志

```

### Bash 启动脚本与操作系统相关的问题
一些 Unix 和 Linux 版本常在 /etc 放置 Bash 的系统级启动脚本。Bash在其标准的初始化过程中执行它们，不过其他启动脚本可以按照不同于Bash启动序列文档所述的顺序来读取这些文件。root 用户的文件默认内容，以及新用户被创建时系统提供的默认文件可能有问题。启动 X Window系统 的启动脚本可能使用用户的 Bash 启动脚本尝试在 窗口管理器 启动之前设置用户的环境变量。这些问题常常可以通过使用 ~/.xsession 或者 ~/.xprofile 来读取 ~/.profile 而解决。

## 脚注
1. ↑  . 2025年7月5日  [2025年7月5日] （英語）.
2. ↑  .   [2016-04-09]. （原始内容存档于2018-09-01）.
3. ↑  . apple.stackexchange.com.   [2019-04-25]. （原始内容存档于2016-04-16）.
4. ↑  . GitHub.   [2019-04-25]. （原始内容存档于2019-09-24）.
5. ↑  . Softpedia. SoftNews.   [2016-04-09]. （原始内容存档于2017-10-21）.
6. ↑  GNU Project. .   [2019-04-25]. （原始内容存档于2019-04-26）. Bash is free software, distributed under the terms of the [GNU] General Public License as published by the Free Software Foundation, version 3 of the License (or any later version).
7. ↑  . man7.org.   [2020-01-14]. （原始内容存档于2020-01-14）.